# Tonga jezici
Tonga jezici, skupina srodnih bantu jezika kojima se služi nekoliko plemena iz Zambije i Zimabvea. Najvažniji je istoimeni jezik tonga naroda Tonga ili Batonga kojim govori 990,000 ljudi u Zambiji i 137,000 u Zimbabveu (Johnstone and Mandryk 2001). 
Ostali jezici su znatno manji, to su soli 54,400 govornika (1986) istočno od Lusake; sala, 20,400 (1986) u provinciji Central, Zambija; ila 71,200 (2006) s rijek Kafue; i dombe 5,430 govornika (2006) u području Lukosi, Zimbabwe.
Zajedno s jezikom lenje [leh] pripada široj skupini Lenje-Tonga (M.60).

## Vanjske poveznice
- Ethnologue (14th)
- Ethnologue (15th)